# Gunārs Skvorcovs
Gunārs Skvorcovs (* 13. ledna 1990, Saldus, Lotyšská SSR, SSSR) je lotyšský lední hokejista, v současné době působí v Dinamu Riga v KHL. Hraje na pozici pravého křídla.

## Klubová kariéra
Hrál za lotyšské kluby HK Liepājas Metalurgs a SK LSPA/Riga. Od sezóny 2012/13 působí v Dinamu Riga v KHL.

## Reprezentace
Nastupoval za lotyšské mládežnické reprezentace.
S lotyšskou seniorskou reprezentací se zúčastnil MS 2015 v České republice a MS 2016 v Rusku.